# Schiffswerft W. Holst
W. Holst war eine Werft in Hamburg-Neuenfelde an der Estemündung, welche vor allem für den Bau von Küstenmotorschiffen bekannt war. Das 1920 von Wilhelm Holst gegründete Unternehmen wurde 1959 vom Schiffbaubetrieb J. J. Sietas übernommen.

## Geschichte

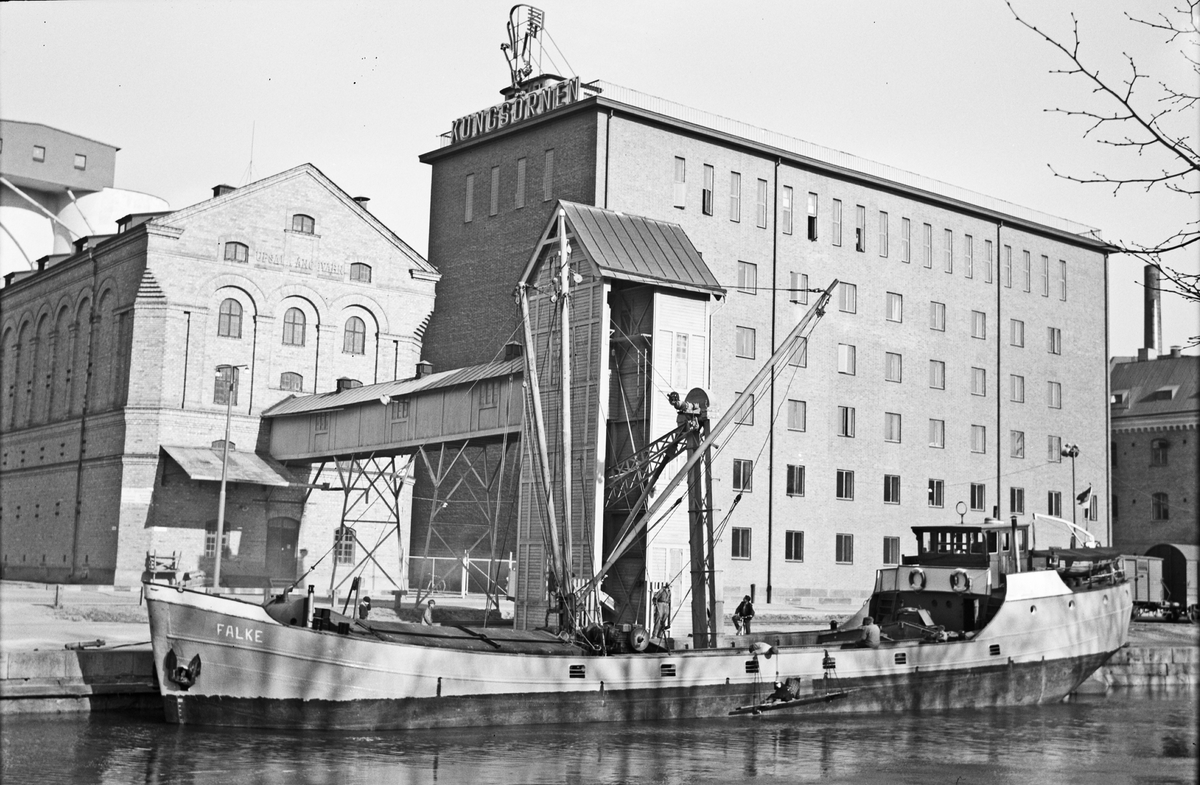
Das Kümo Falke entstand 1935 aus einer Baggerschute

Wilhelm Holst wurde 1883 in Hamburg-Neuenfelde als Sohn des selbständigen Zimmermanns Peter Holst geboren, der zuvor als Schiffszimmerer auf der benachbarten Sietas-Werft gearbeitet hatte. Er begann 1898 eine Ausbildung zum Schiffszimmermann auf der Werft von Johann Stelling, die er 1902 mit sehr guten Leistungen bestand. Seine Eltern finanzierten ihm daraufhin ein vierjähriges Ingenieurstudium in Hamburg. Anschließend war Wilhelm Holst als Schiffbauingenieur auf der Schichau-Werft in Elbing tätig. Nach vier Jahren wechselte er zu Blohm & Voss, wo er im Konstruktionsbüro arbeitete. Im Jahr 1920 machte sich Wilhelm Holst selbständig und übernahm die elterliche Zimmerei an der Estemündung in Hamburg-Neuenfelde, wo er anfangs hölzerne Rettungsboote fertigte, mit denen die Neubauten von Blohm & Voss ausgerüstet wurden. Nach Errichtung einer einfachen Slipanlage entstanden dort auch hölzerne Fischkutter, Schuten und Segelyachten. Im Jahr 1925 wurde die Werft um einen Patentslip erweitert. Im Folgejahr lieferte Wilhelm Holst seine erste eiserne Motorbarkasse an die Hamburger Hafenbehörde. Die für 185 Personen ausgelegte Hafenbarkasse Neuenfelde sowie die rund 25 Meter lange Barkasse Herbert folgten 1927 beziehungsweise 1928. Ihre Rümpfe waren bereits elektrisch geschweißt. Ab 1930 entstanden mit der Libelle und der Heini die ersten Küstenmotorschiffe (Kümos) auf der Holst-Werft. Das Unternehmen baute in der Folgezeit auch ältere Schiffe zu Kümos um. So fertigte Wilhelm Holst im Jahr 1935 beispielsweise aus einer 1923 in Lübeck entstandenen Baggerschute das Kümo Falke, das für die neu gegründete Reederei seines Schwiegersohns Jonny Wesch bestimmt war. Eine geschlossene Schiffbauhalle wurde 1941 eingeweiht. Während des Zweiten Weltkriegs entstanden auf der Werft unter anderem einige Artillerieträger und Hilfsschiffe für die Kriegsmarine.
Nachdem die Westalliierten das 1945 erlassene generelle Schiffbauverbot teilweise gelockert hatten, erstellte eine Arbeitsgruppe um den Hamburger Schiffsbaumeister Adolf Weselmann den Entwurf eines Kümos, das die alliierten Vorgaben erfüllte. Mit dem Bau des 231 BRT großen Weselmann-Kümos Paul (№ 173) konnte die Holst-Werft im Jahr 1949 die Produktion wieder aufnehmen. Die am 12. Mai 1949 auf Kiel gelegte Paul war das erste Weselmann-Kümo überhaupt, dessen Ablieferung die Alliierten genehmigten. Das Schiff lief am 5. September 1949 vom Stapel und ging am 28. November 1949 an Reederei Rahmann in Estebrügge. Die Werft wurde in den frühen 1950er Jahren durch Landaufkäufe kontinuierlich vergrößert. Neue Betriebsgebäude kamen hinzu und die Anzahl der Beschäftigten stieg bis 1956 auf 300 Personen. Am 19. April 1958 lief der größte Holst-Neubau vom Stapel, die Wilhelm Wesch (№ 218) mit 1.999 BRT. Sie wurde am 15. Juni 1958 an die Reederei Jonny Wesch abgeliefert. Durch rückläufige Auftragszahlen geriet die Holst-Werft ab Sommer 1958 in erhebliche finanzielle Probleme. Am 1. Juli 1959 wurde das vor der Insolvenz stehende Unternehmen vom benachbarten Schiffbaubetrieb J. J. Sietas aufgekauft.
Sietas übernahm die Beschäftigten des Unternehmens und ließ die Arbeiten auf der Holst-Werft anfangs fortsetzen, um einige bestellte und noch in Bau befindliche Schiffe fertigzustellen. Zudem lagerte man den Bau des Schleppers Otto Stockhausen (Sietas № 462) zur Schiffswerft Holst aus. Nach der Übernahme wurde zunächst der Hafentanker BP Nette (№ 223, IMO 5033129) komplettiert und am 30. Juli 1959 abgeliefert. Am 14. Oktober liefen mit der Freiburg (№ 228) und am 29. Oktober 1959 mit der Bützfleth (№ 229) zwei eisbrechende Schlepper für die Wasser- und Schiffahrtsdirektion Hamburg vom Stapel. Die Freiburg wurde am 16. November und die Bützfleth am 14. Dezember 1959 abgeliefert. Als vorletztes Holst-Schiff hatte am 17. Dezember 1959 das später in Brunsbüttel stationierte Lotsenversetzboot Osteriff (№ 230) seinen Stapellauf, dessen Ablieferung am 24. Februar 1960 erfolgte. Anfang 1960 entstand als letzter Holst-Neubau die von HAPAG in Auftrag gegebene Hafenbarkasse Technischer Betrieb II (№ 231).

## Galerie

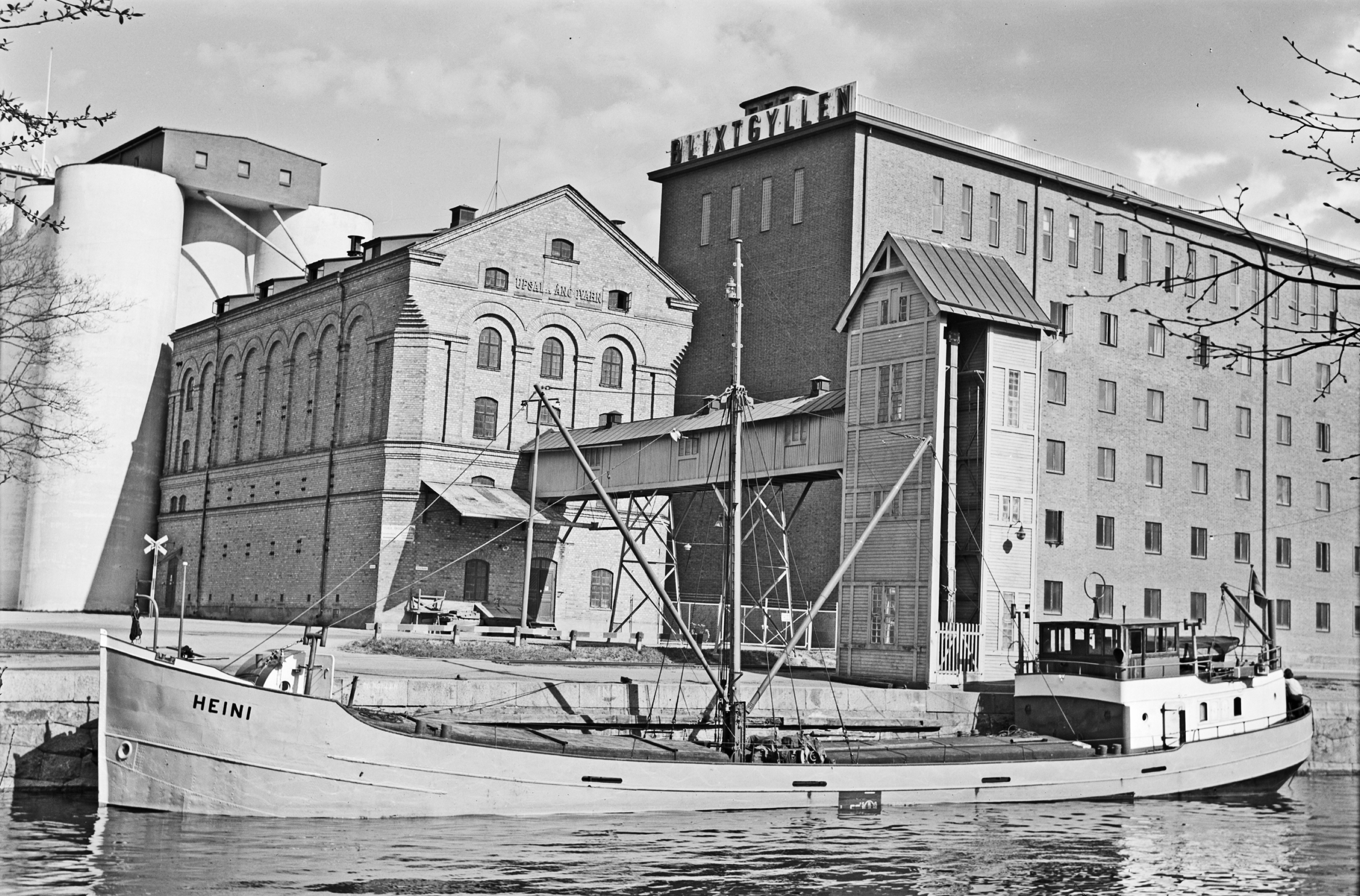
Heini, 1930 gebaut
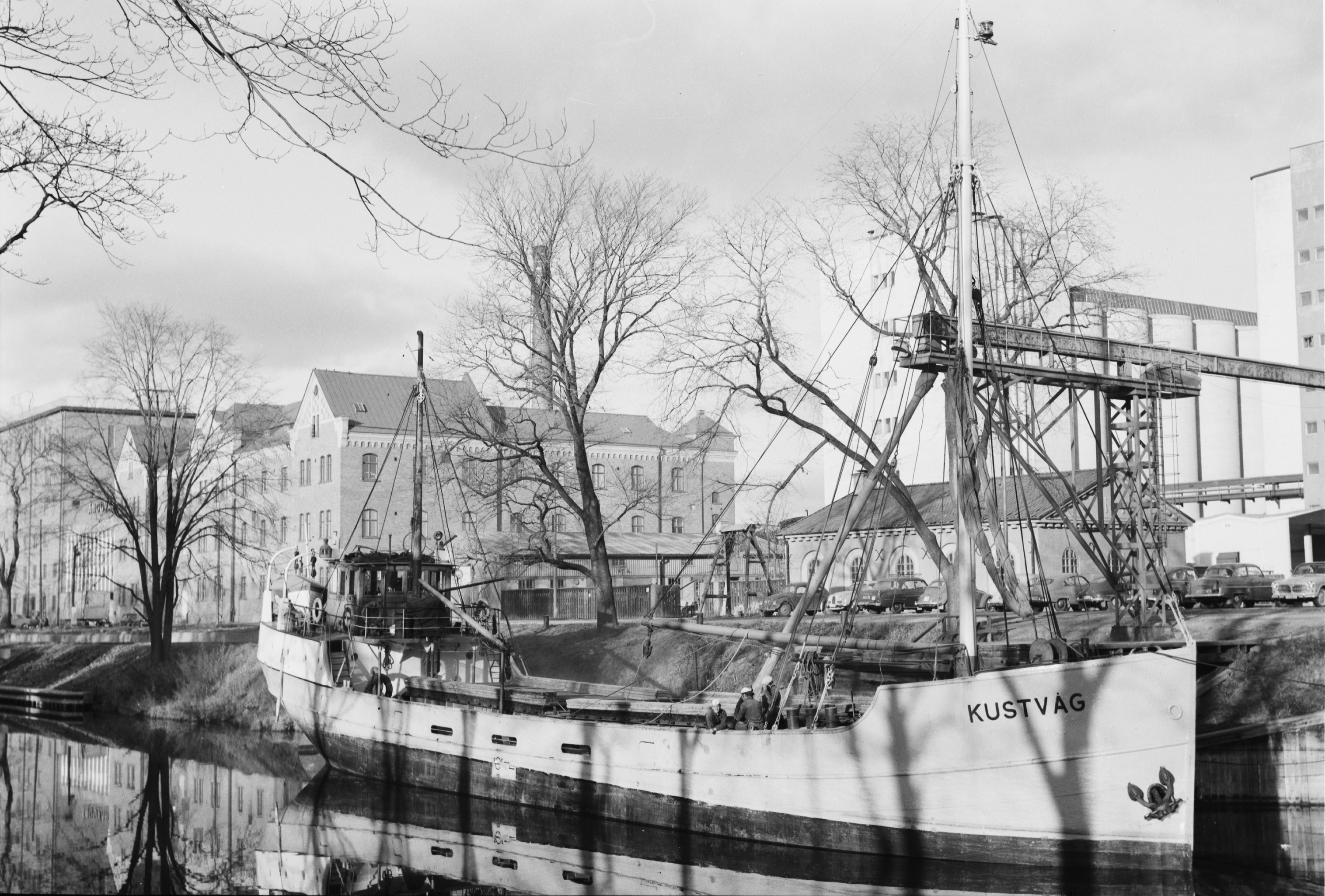
Kustvåg, 1935 als Wotan entstanden
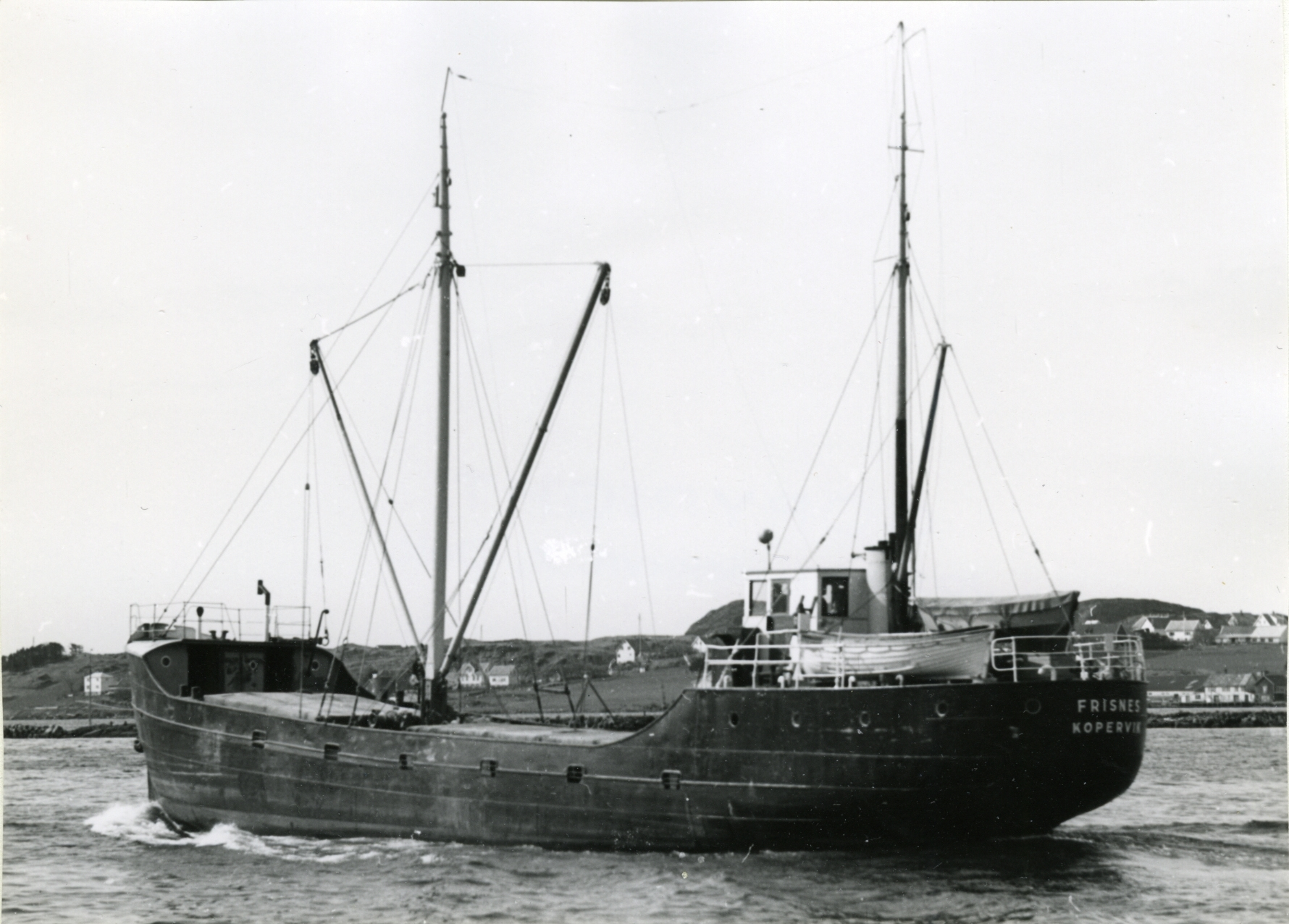
Frisnes, № 149
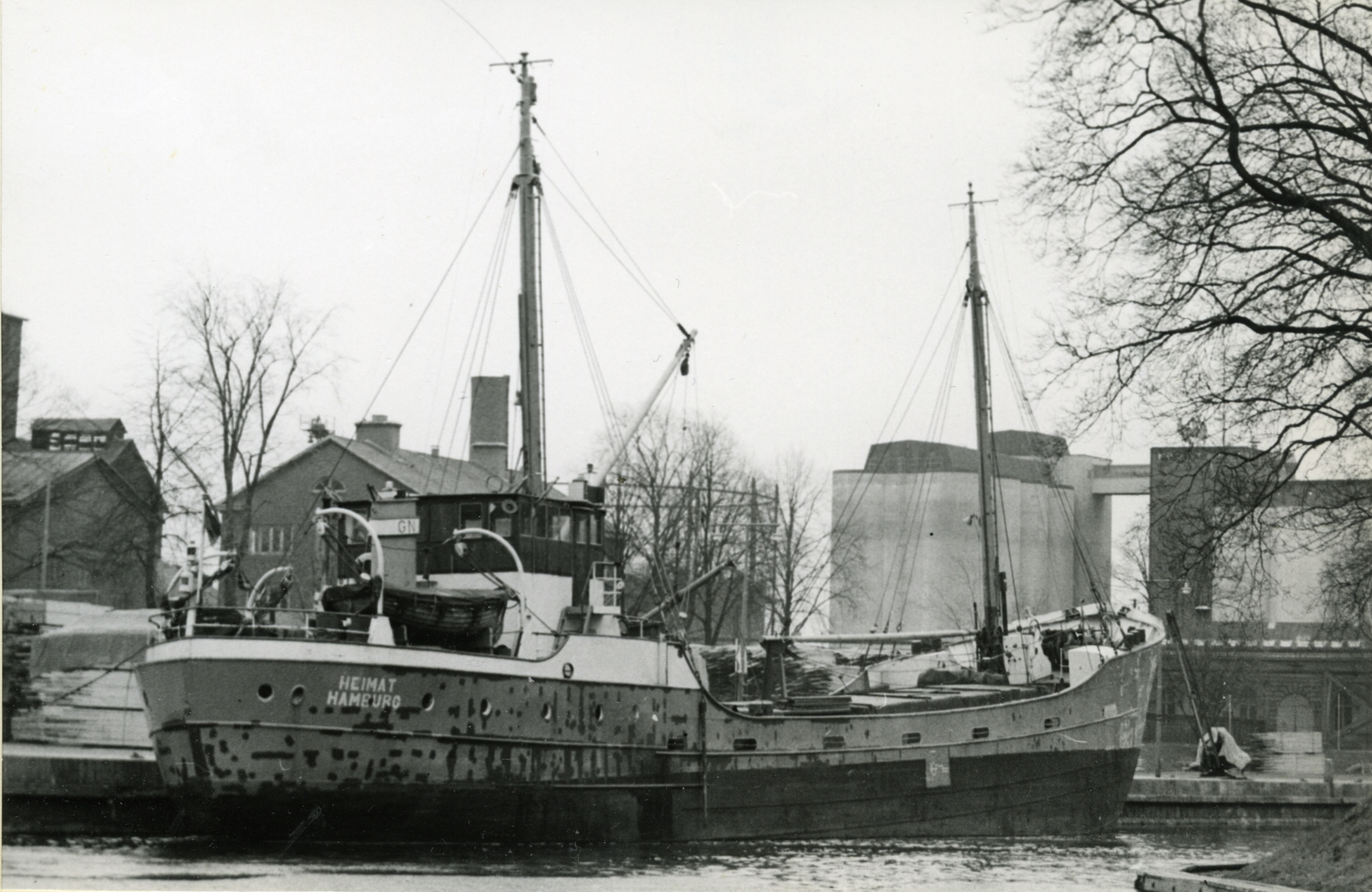
Heimat, № 152
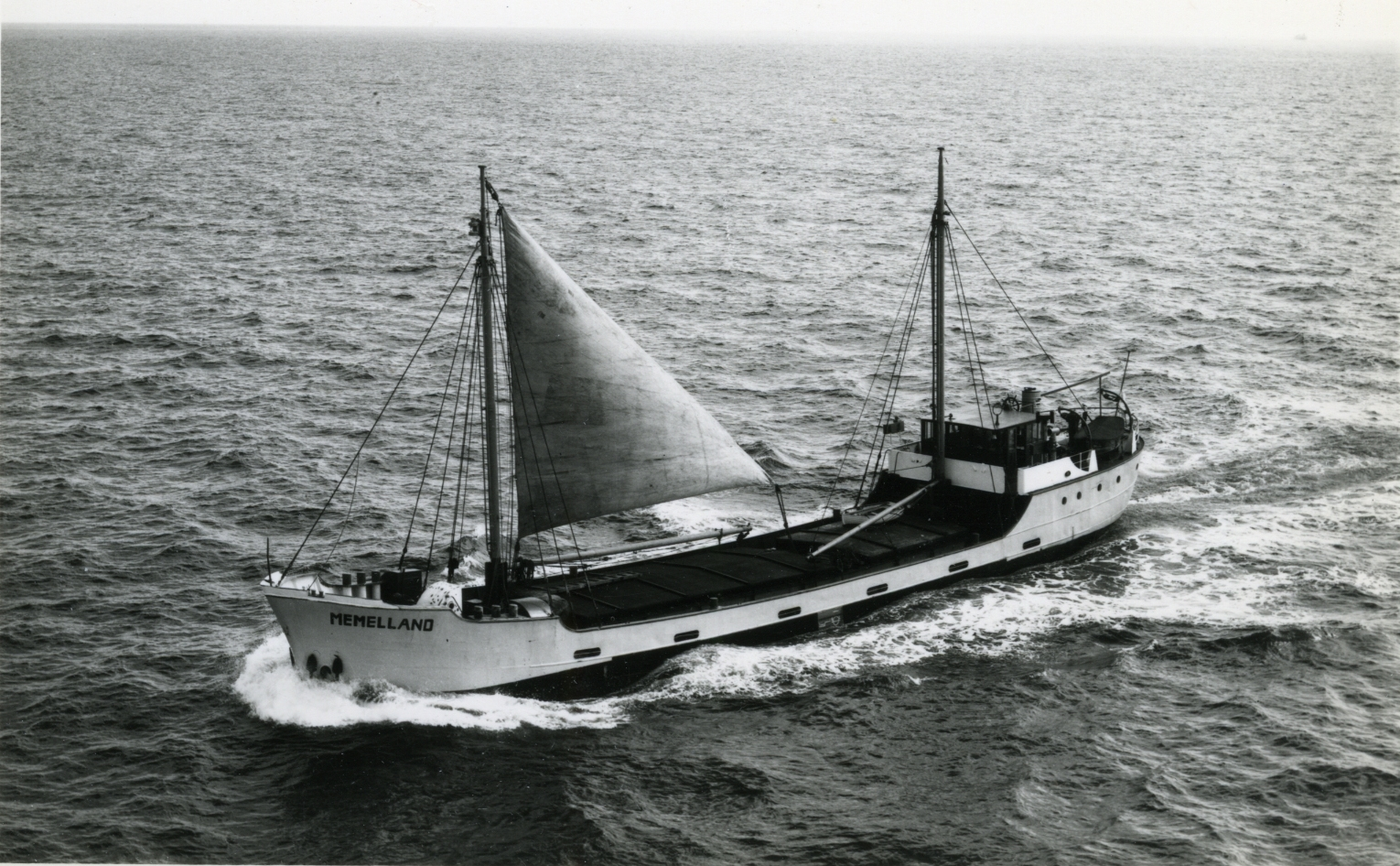
Memelland, № 153
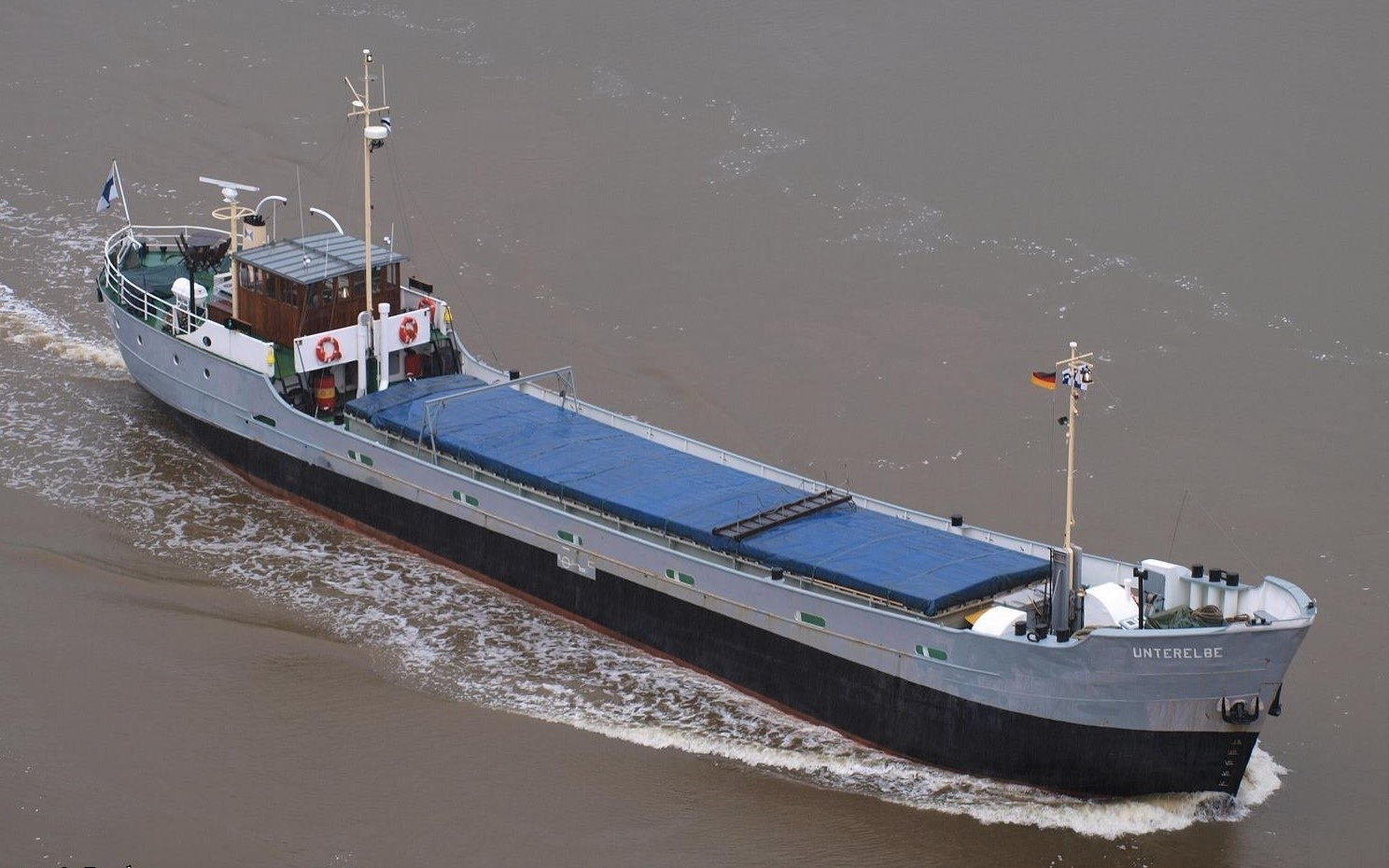
Unterelbe, № 154
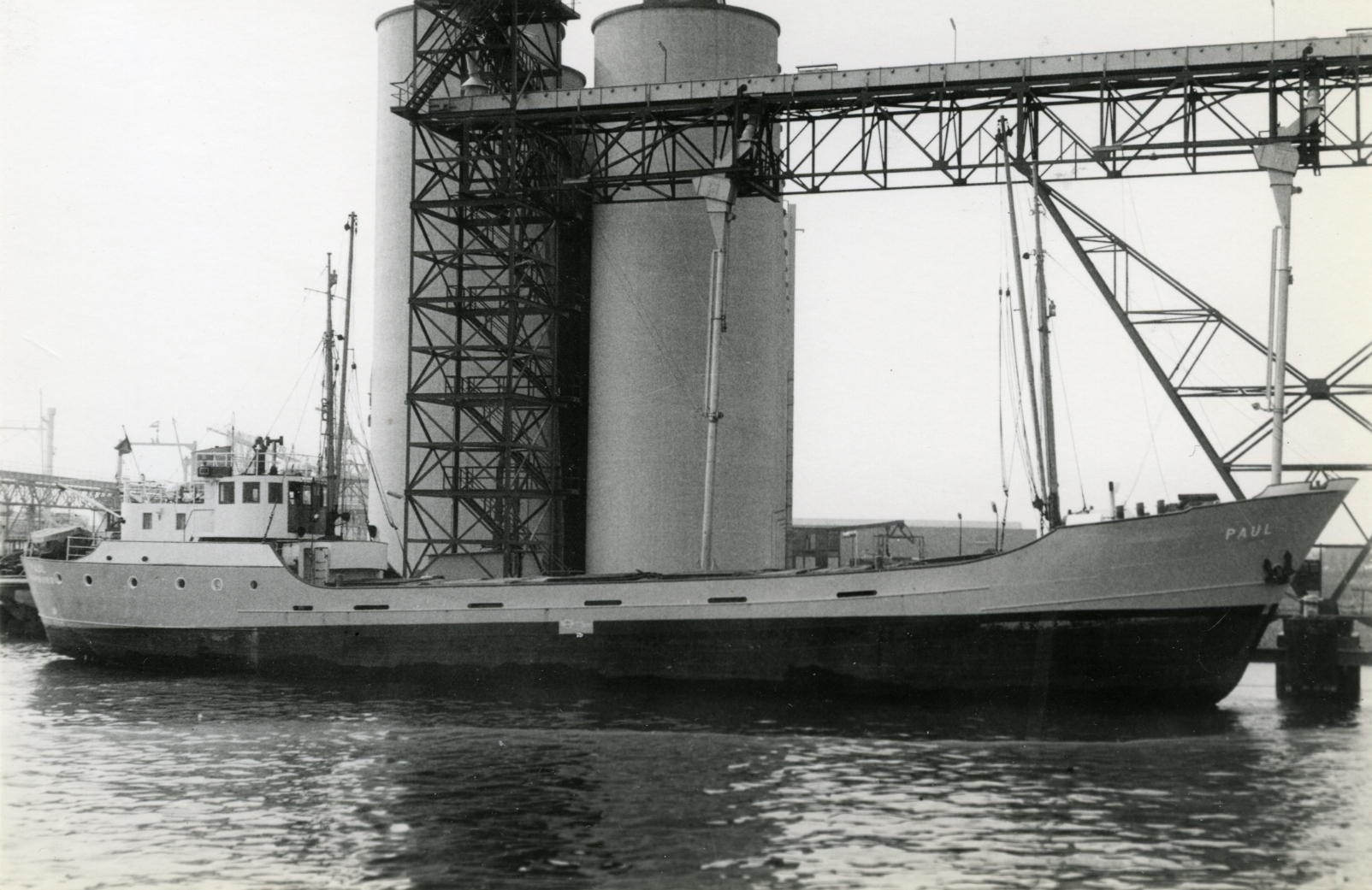
Paul, № 173
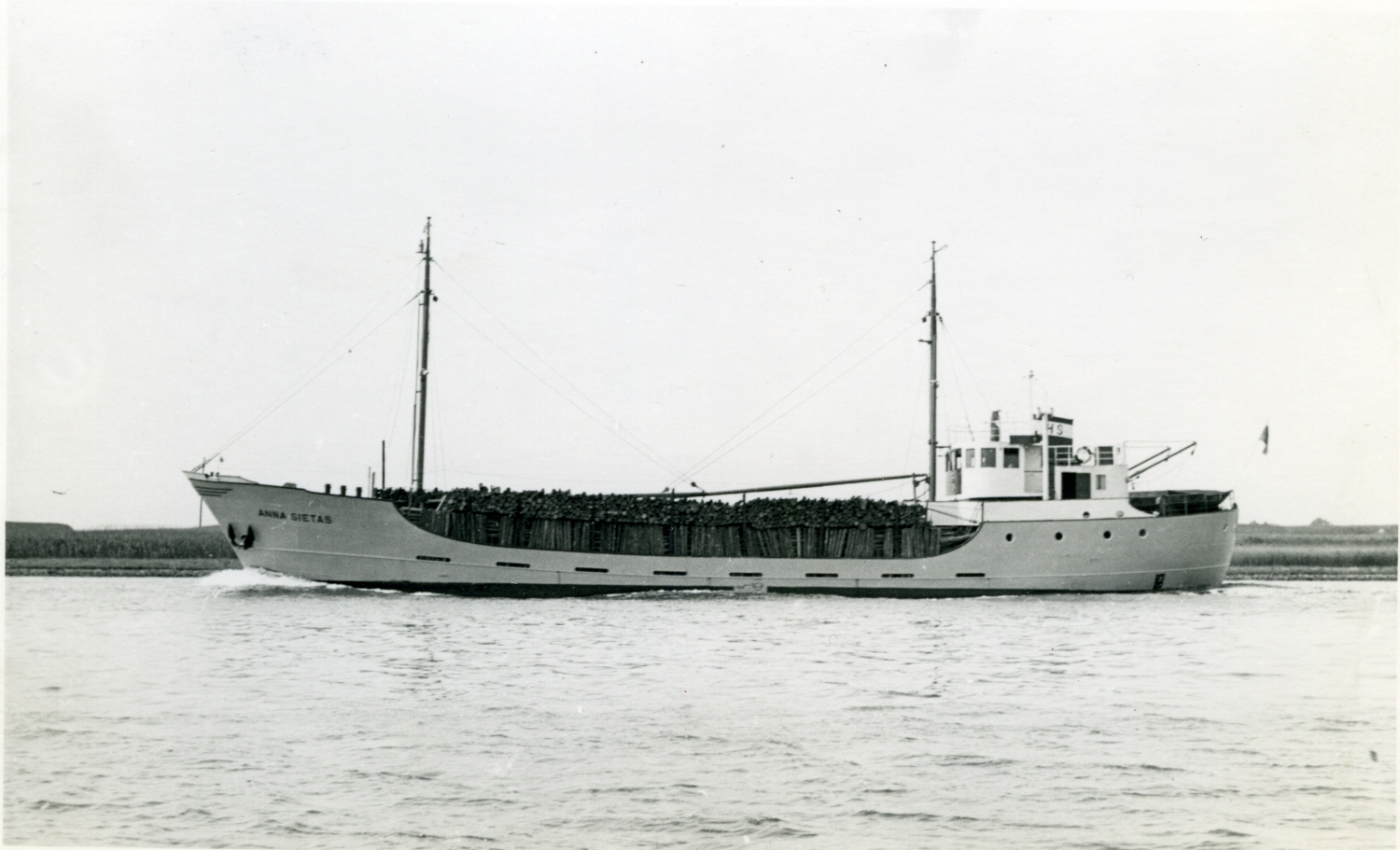
Anna Sietas, № 177
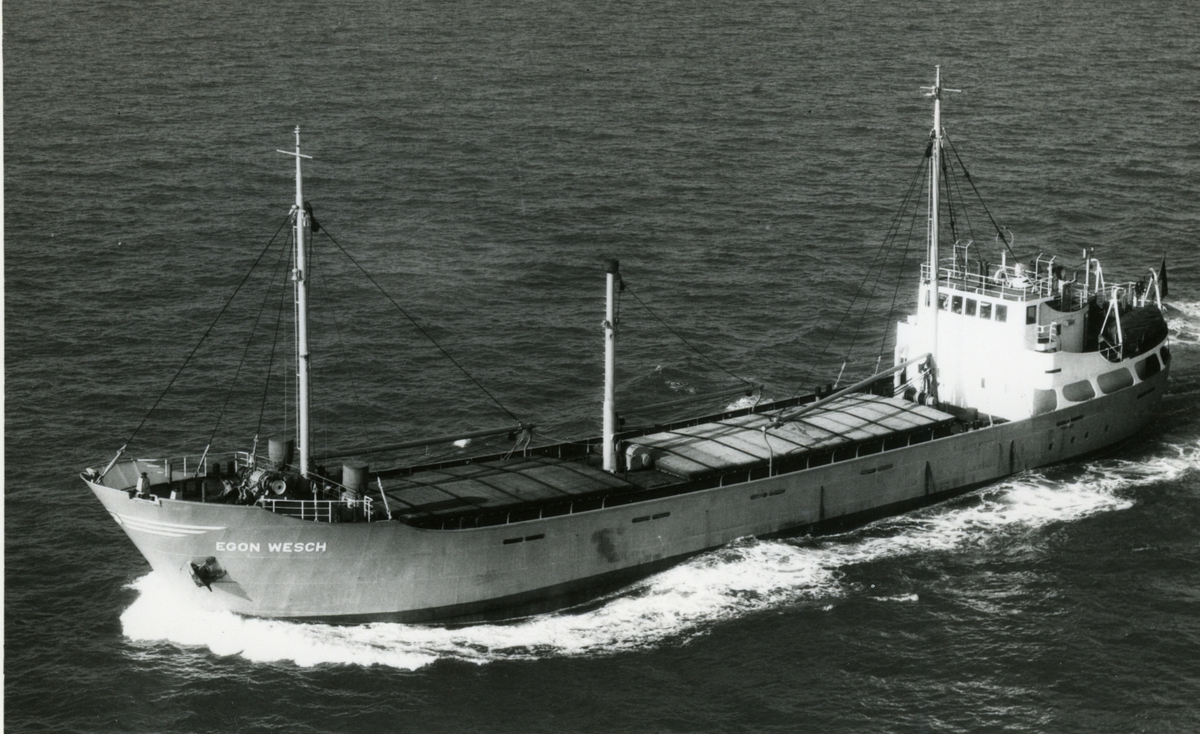
Egon Wesch, № 189
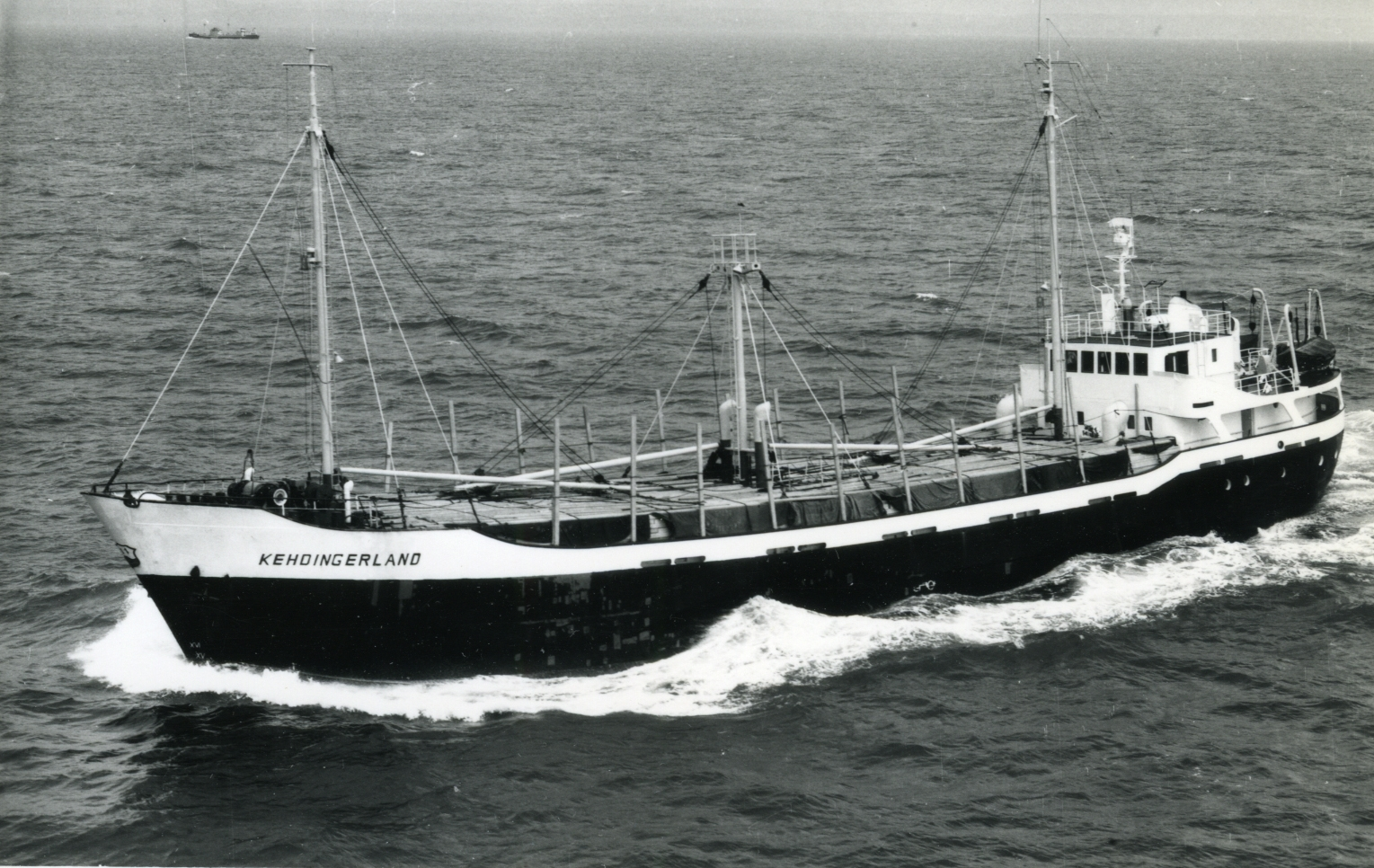
Kehdingerland, № 202
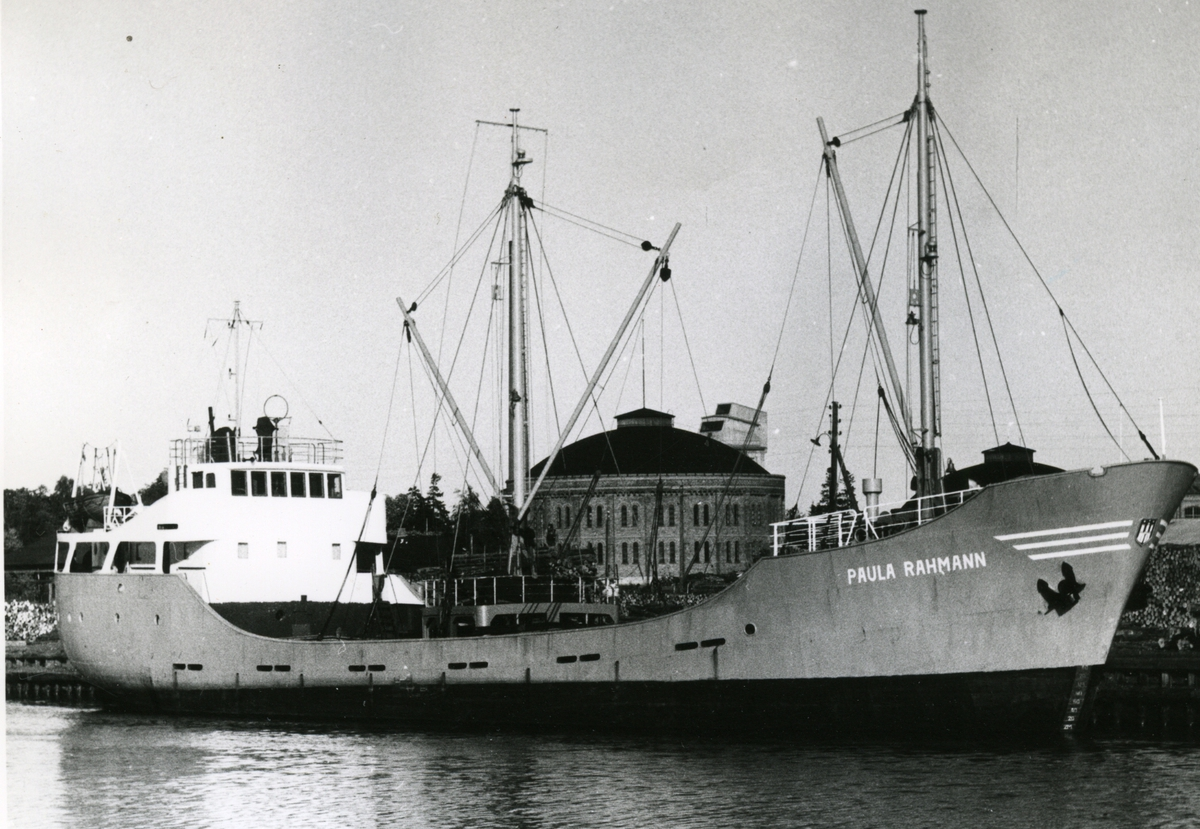
Paula Rahmann, № 204
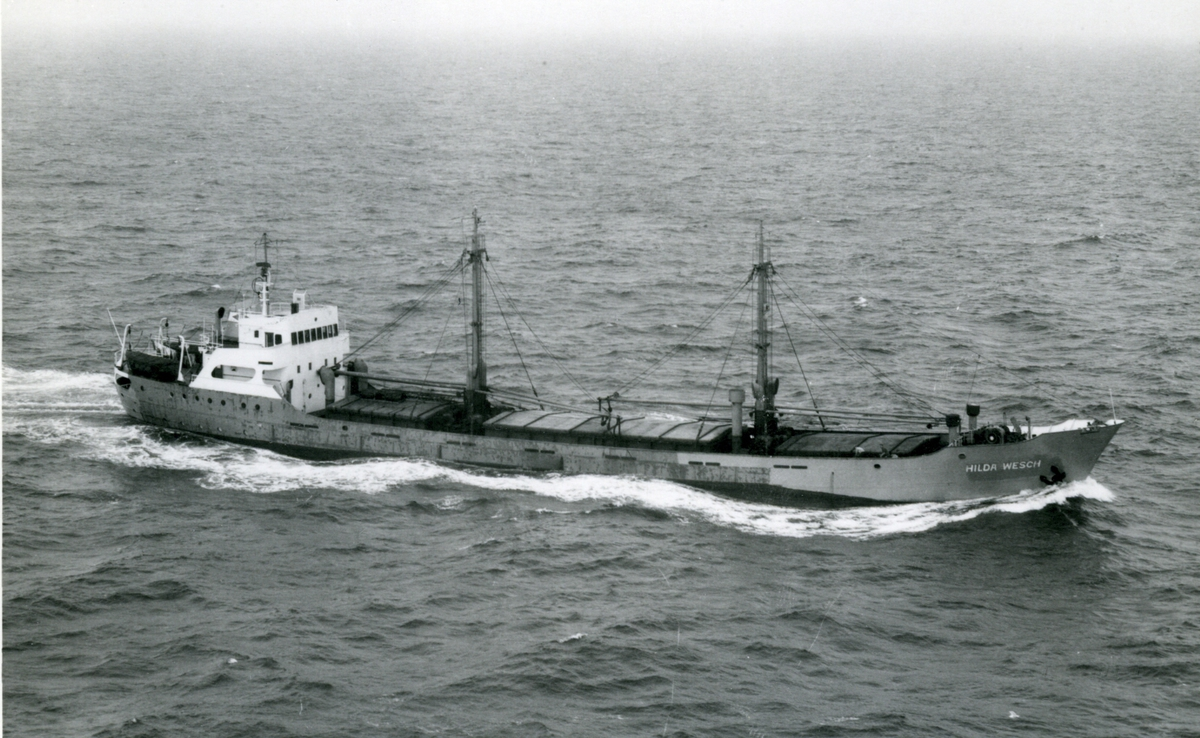
Hilda Wesch, № 205
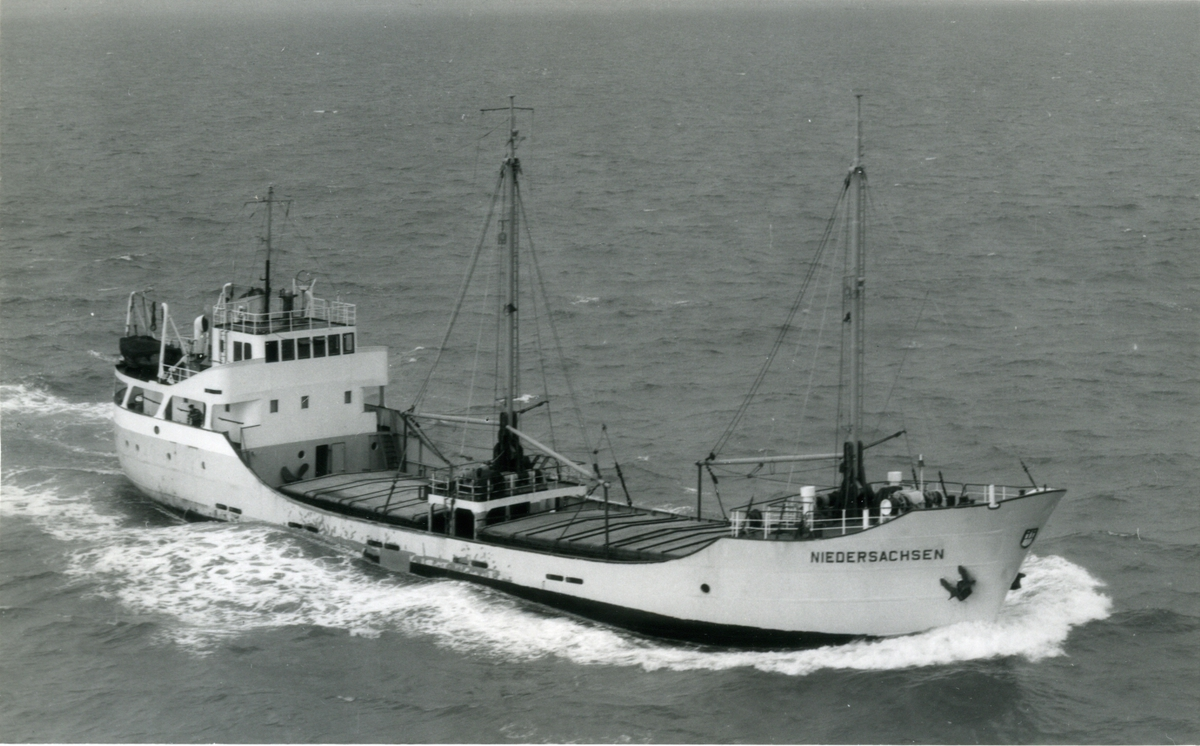
Niedersachsen, № 206
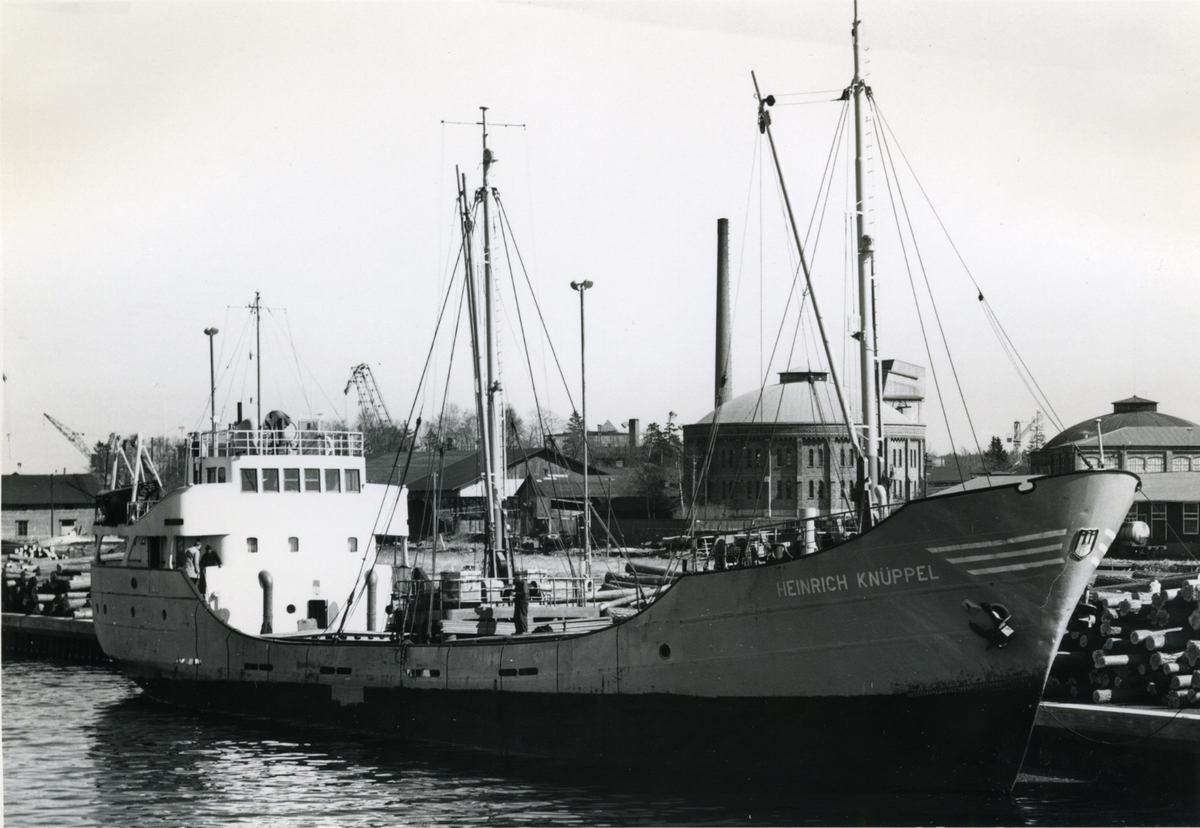
Heinrich Knüppel, № 207
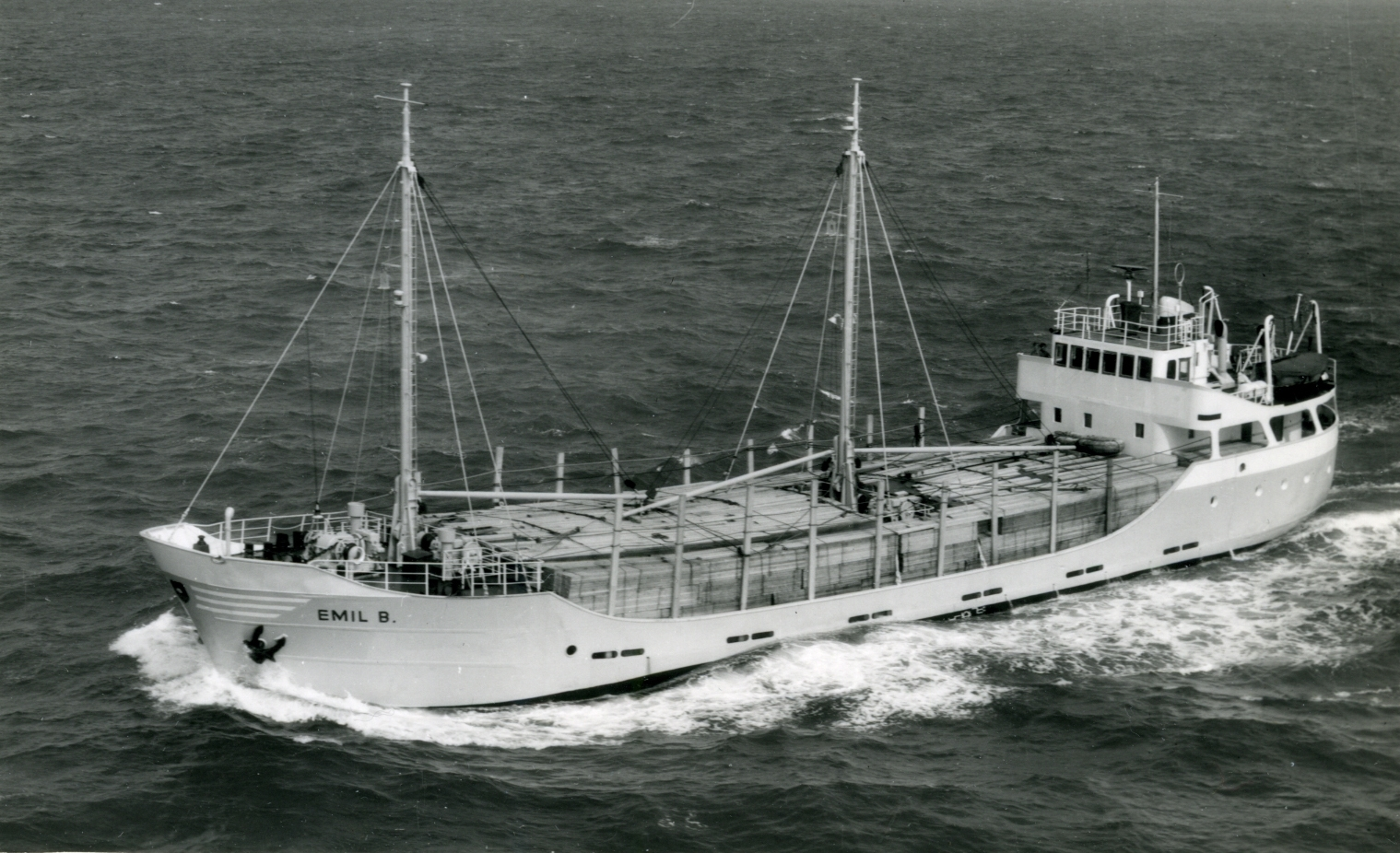
Emil B., № 213
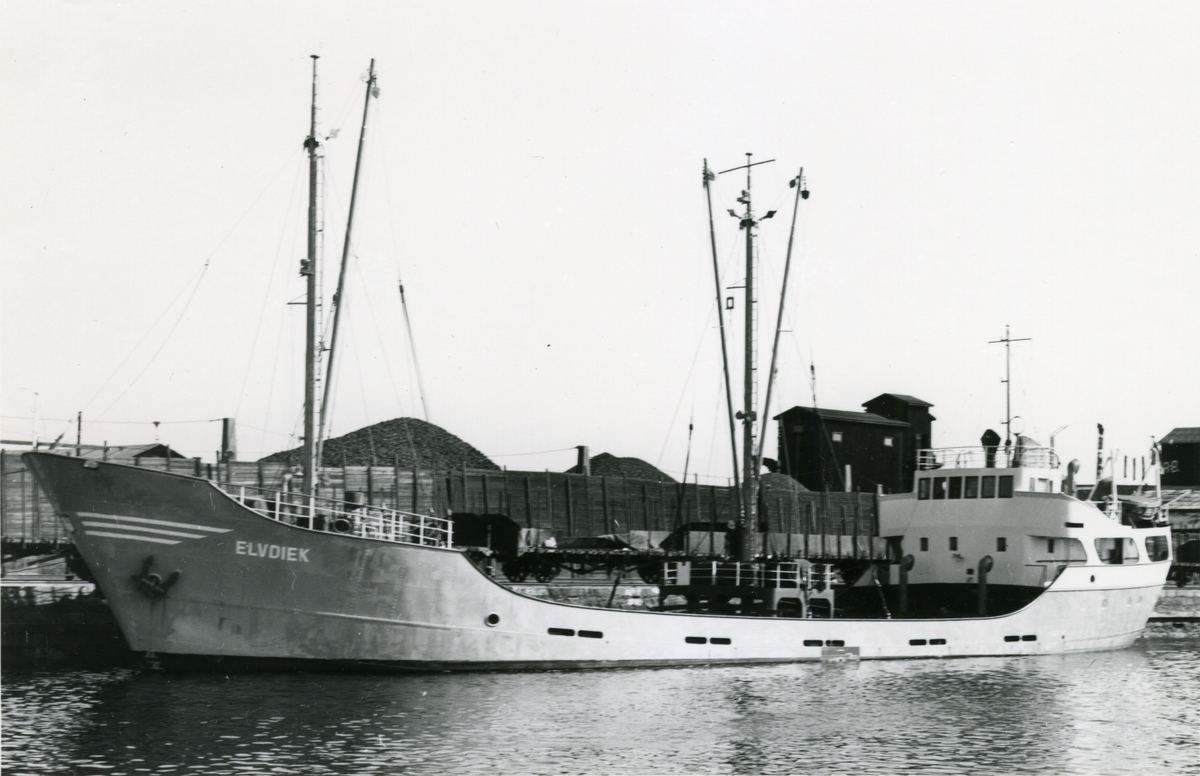
Elvdiek, № 217
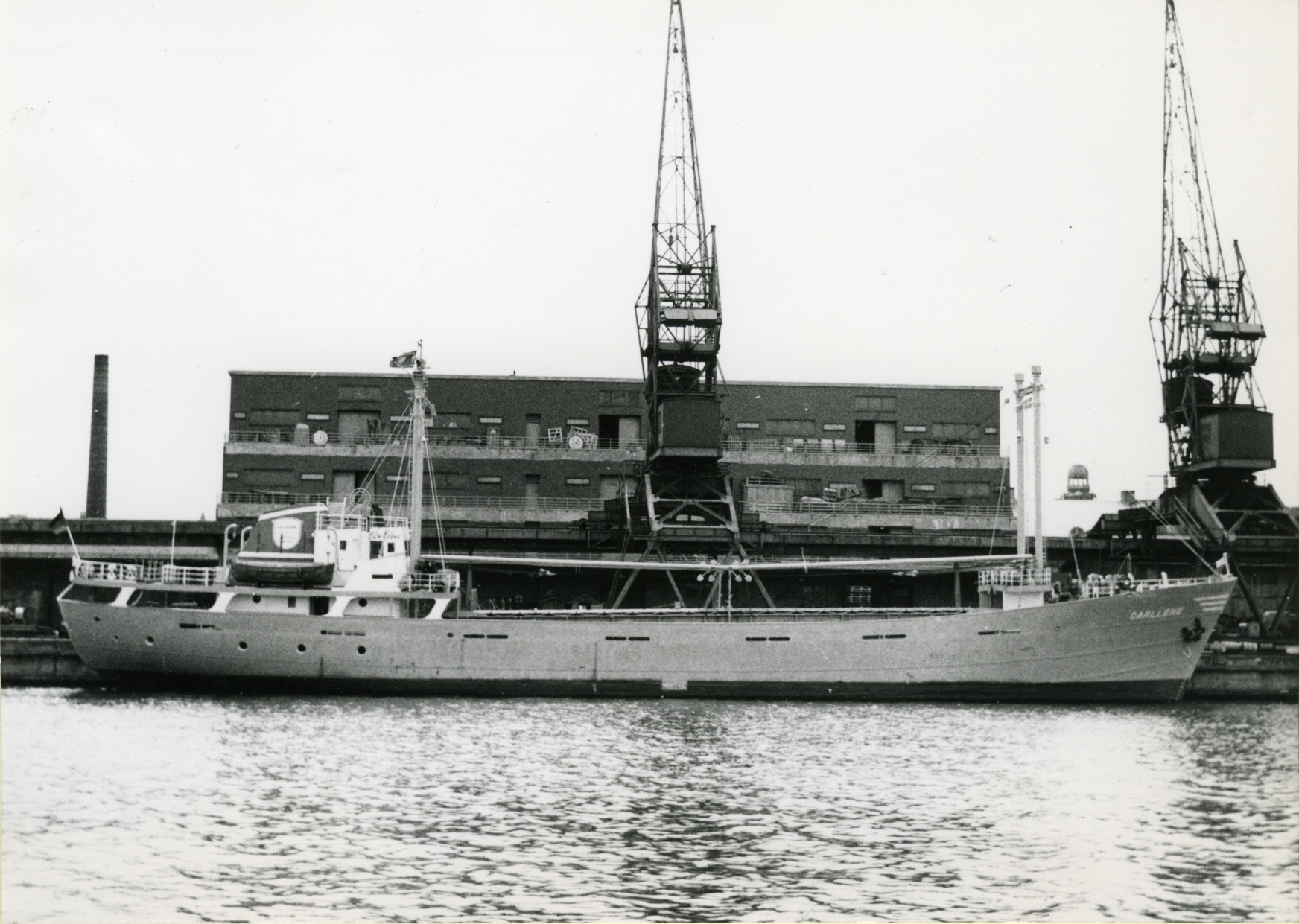
Carllene, № 221
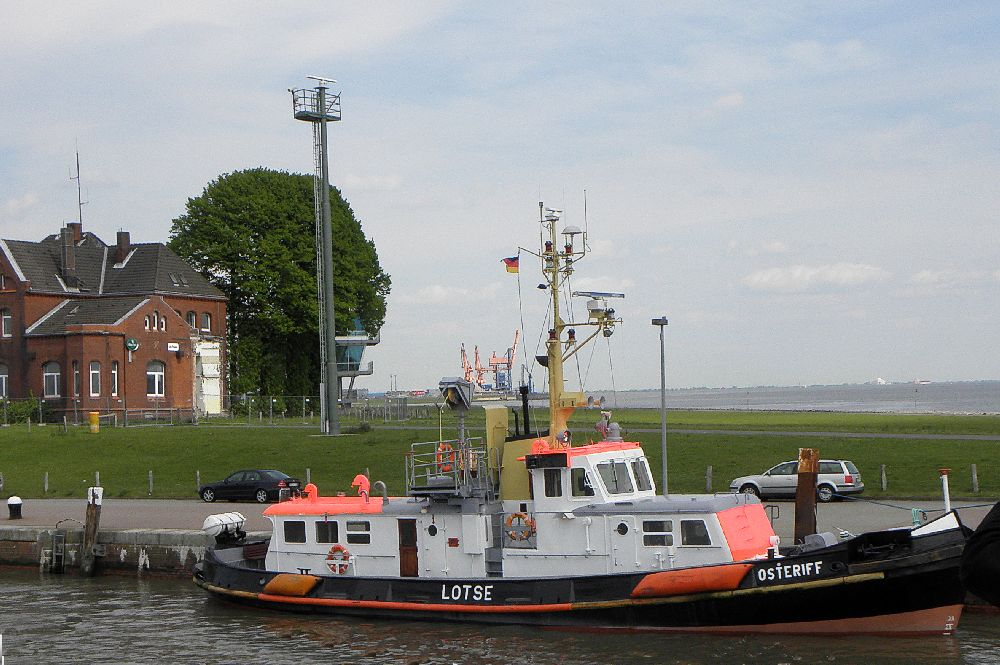
Osteriff, № 230